# Actaea ludovici
Actaea ludovici är en ranunkelväxtart som beskrevs av B. Boiv.. Actaea ludovici ingår i släktet trolldruvor, och familjen ranunkelväxter. Inga underarter finns listade i Catalogue of Life.